# Радунский, Михаил Ильич
Михаил Ильич Радунский (род. 17 июня 1932) — советский футболист, защитник.
В 1951 году — в составе клуба чемпионата Белорусской ССР «Колхозник» Минская область. В 195 году — в составе минского «Пищевика». 1955 год начал в команде — победительнице Кубка Белорусской ССР «Буревестник» Минск, за которую сыграл матч 1/128 финала Кубка СССР 1955 против «Металлурга» Запорожье (0:2). Затем перешёл в минский «Спартак», сыграл в четвертьфинале того же розыгрыша Кубка СССР против московского «Локомотива» (0:1, д. в.). Играл за команду, переименованную в 1960 году в «Беларусь» до 1962 года — 170 матчей, один гол (83 матча в 1957, 1960—1962 годах в классе «А»). В 1963—1965 годах играл в классе «Б» за «Локомотив» / «Спартак» Гомель. В чемпионате Белорусской ССР выступал за минские команды «Спутник» (1966—1969) и «Мотор» (1970—1973).
Участник футбольного турнира Спартакиады народов СССР 1956 года в составе сборной Белорусской ССР.
В 1960—1970-х годах также работал судьёй на матчах чемпионата Белорусской ССР.